# Ankaran
Ankaran (en italiano: Ancarano) es una asentamiento y un municipio del mismo nombre, situado cerca de la frontera con Italia, en la región Litoral esloveno. Se encuentra a 5 kilómetros de la ciudad italiana de Trieste cerca de Muggia, a 6,5 kilómetros de Koper y a 33 kilómetros de la ciudad más cercana, Buje en Croacia.

## Geografía
El asentamiento Ankaran se encuentra en el extremo sur de la península de Muggia (también llamada península de Ankaran) y se extiende por el territorio de la antigua aldea Ankaran, Valdoltra y Debeli Rtič/Punta Grossa. Es la más septentrional de todos los asentamientos costeros de la riviera eslovena y uno de los últimos asentamientos en Istria antes de la región de Carso. En los tiempos antiguos era una de las rutas más importantes de la costa del Mar Adriático. El clima mediterráneo permite la viticultura y el crecimiento de la oliva.

## Demografía
| Año       | 1869 | 1900 | 1931 | 1961 | 1971 | 1981 | 1991 | 2002 | 2010 |
| --------- | ---- | ---- | ---- | ---- | ---- | ---- | ---- | ---- | ---- |
| Población | 426  | 586  | 587  | 995  | 1177 | 1735 | 2659 | 2984 | 3278 |

## Historia
En el Imperio romano, un puesto de avanzada llamado Ancarano, cuyos restos aún son visibles en Božiči, se estableció al lado de una carretera que atravesaba Spodnje Škofije, entre los cerros y las colinas de Tinjan y Muggia través Bivje que queda de él son todavía visibles. Desde los tiempos de los romanos, o posiblemente incluso antiguos griegos también eran artefactos encontrados debajo de la colina de Srmin durante las excavaciones. De acuerdo con la "teoría veneciana" los veneto-eslavos vivían en esta región, y el nombre deriva de una característica natural de muchas formaciones rocosas (na čereh en esloveno, na kereh en el antiguo esloveno), y por italianificación gradual del nombre se transformó en Ancarano.
En el siglo IX el obispo de Trieste ordenó la construcción del llamado Gasello entonces, de una pequeña iglesia dedicada a San Apolinaro del Gasello. En 1072 el obispo Adalger cedió la iglesia de San Apolinaro a las propiedades circundantes al monasterio benedictino de San Nicolás de Venecia. Los benedictinos ampliaron sus tierras desde Koper hasta Poreč, a lo largo de la parte occidental de Istria. El monasterio fue ampliado varias veces, y más tarde renombrado como San Nicolás (Sveti Nikolaj en esloveno). Poco a poco surgieron algunas granjas en todo el complejo principal, y el propio monasterio promovido viticultura y cultivos de oliva. Los vinos San Niccolo se encontraban entre otros vendidos a Filippo Maria Visconti y Litta, y el comercio se llevó a cabo en el siglo XVI, incluso a las tierras alemanas con los vinos Lacrimae Christi. Al parecer, el monasterio tuvo también la producción de aceite de oliva, ya que había tanques de almacenamiento de éste que se encuentran cerca del hotel Convento en la actualidad.
En 1572 un campanario de estilo güelfo fue construido en el complejo, y la iglesia ganó un nuevo nombre "San Niccolo d'Oltre", más tarde "San Niccolo d'Oltra", para distinguirlo de su contraparte en Koper. A lo largo de 1630 y 1631, la peste redujo considerablemente la población en el área más amplia, y a su vez, provocó el abandono masivo del complejo del monasterio, con el último padre huyendo en 1641, también Monseñor Zenon se quejó de la conducta de éstos, alegando inmoralidad en los monjes que allí residían. De ahí en adelante los edificios sólo sirvieron como residencia a la Orden Benedictina. San Niccolo también sirvió como una instalación de almacenamiento de obras de arte del siglo XIV al siglo XVIII, cuando las obras desaparecieron misteriosamente después de la disolución oficial del monasterio por la República de Venecia en 1774. Ese mismo año, el monasterio fue comprado por la familia Madonizza de Koper y rehecho como su residencia de verano.
Durante Provincias Ilirias de Napoleón, se establece un hospital militar y se convierte después del Imperio austríaco en un centro de terapia para sus oficiales de la marina. En 1818 un libro se publicó en Regensburg por Heinrich Friederich Hornschuh Hoppe y en el que se alaba el clima local como el más eficaz en la recuperación de lesiones y enfermedades. Debido a la creciente popularidad de la instalación de un pozo se construye en la terraza exterior en 1835 por Bonifazio de Piran y Domingo desde Korte. En 1880 tres arcos con escaleras fueron construidas en el portal frente al complejo, para que los visitantes admirasen mejor el patio. Desde ese momento hasta la Primera Guerra Mundial su principal oferta es la salud orientada. En 1909 se construyeron el Sanatorio Valdotra de tuberculosis pulmonar y el hospital playero para niños convalencientes, reformado por la Cruz Roja Americana después de la guerra y en 1925 algunas capacidades de San Nicolás fueron utilizados como un hotel, junto a los campos de juego y el sitio de natación.
Después de la Segunda Guerra Mundial el complejo hotelero campestre Adria se encuentra construido en las proximidades del monasterio, y en el edificio del hospital convaleciente playa para los niños mueve el famoso Hospital Ortopédico Valdotra. Cercano al pico Debeli Rtič se establece otra instalación para tratamiento de los jóvenes. El Hospital Ankaran tenía en propiedad algunos lugares en el sanatorio para la tuberculosis, pero lo mudó en 1958 al Hospital Izola. Sobre la base de todas estas actividades residenciales y negocios, muchos de los trabajadores comenzaron a asentarse alrededor de estas instalaciones, sobre todo después de la Segunda Guerra Mundial, y poco a poco el sitio comenzó a prosperar en diversas ramas de la economía.

### Hospital Valdoltra
Društvo prijateljev Otrok que literalmente significa "Sociedad de amigos de los niños") se estableció en Trieste, con el objetivo de ayudar a los niños pobres y enfermos.
La sociedad abrió un jardín de infantes en Trieste, creado raciones de alimentos en las escuelas, se hizo cargo de las colonias de vacaciones (como el de Hrpelje, inaugurada en 1899) y otras actividades, que se inauguraron a lo largo de los veranos, lo que a su vez parecía insuficiente para un tratamiento eficaz. Ya que su preocupación principal seguían siendo los niños enfermos, se comenzaron a buscar en 1904 nuevas capacidades en la proximidad, habiendo cerrado el centro de Saint Andre en Trieste el año anterior. Durante la búsqueda de las capacidades, el destino de la sociedad no estaba seguro hasta que la "Società per la lotta contro la tubercolosi" (esloveno: "Društvo za boj proti tuberkulozi"' que significa "Sociedad para la lucha contra la tuberculosis") también de Trieste, les ofreció su propiedad en Ankaran para reconstruir su programa de tratamiento, mientras que la Cruz Roja Austríaca trajo también aportó equipamiento.
Durante los primeros 20 años, las instalaciones estuvieron a cargo del doctor Emilio Comisso, pionero en el tratamiento ortopédico, junto con otros 64 empleados en 1912, incluyendo 3 médicos, 20 enfermeras y 8 monjas, y 6 familias que se encargaban de cultivar alimentos. Para 1914 el complejo ya contaba con 300 camas. Durante ambas guerras mundiales se dañaron severamente las instalaciones de tratamiento, y después de la disolución de la región libre de Trieste en Yugoslavia, las renovaciones y grandes mejoras tuvieron lugar. Después que Eslovenia obtuviera la independencia en 1991, el tratamiento prosperó, con el 50% de todas las actividades ortopédicas estatales siendo llevandas a cabo en Valdoltra. Surgieron nuevas y variadas cooperaciones internacionales con centros extranjeros, llegando a ser poco a poco un centro educativo. Hoy en día, el lugar es la sede del Hospital Ortopédico Valdoltra de fama mundial, que también cuenta con un Centro de Rehabilitación Deportiva.

## Turismo
El clima templado provocó el desarrollo de centros de salud en el siglo XIX. El turismo comenzó a desarrollarse cuando el monasterio fue convertido en un hotel. Se dice que el sitio del campamento Ankaranes el más limpio de los sitios de camping en la costa eslovena. El Santa Katerina es un sendero de aprendizaje, incluyendo el prado salado sólo en el Mar Mediterráneo.